# Ірано-японські відносини
Ірано-японські відносини (перс. روابط ایران و ژاپن, яп. 日本とイランの関係) — дипломатичні відносини між Іраном і Японією, офіційно встановлені в серпні 1929. Протягом усієї історії, крім періоду Другої світової війни, обидві країни підтримують відносно дружні, партнерські взаємини. 

## Історія
Іран і Японія, як відомо, мали прямі торговельні зв'язки починаючи принаймні з 7 століття. За твердженням японських вчених, дослідження шматка дерева, вперше виявленого в 1960-х, можуть свідчити про ширші зв'язки. Інфрачервоне зображення виявило знаки на дереві (найпоширеніша поверхня для письма в Японії до паперу), які раніше неможливо було прочитати, що позначають перського чиновника, який живе в країні. У Японії, як і у Кореї, існує сильний культурний вплив перської мови.
У 1878 посол Японії в Росії Еномото Такеакі прийнятий іранським правителем Насер ад-Дін Шах під час офіційної зустрічі в Санкт-Петербурзі. Проте офіційні дипломатичні відносини встановлено лише в 1929.
У 1939 підписаний договір про дружбу, і теплі відносини між Іраном і Японією підтримувалися під час Другої світової війни до 1942, коли союзники вторглися в Іран.
Офіційні дипломатичні відносини відновлено в 1953 після підписання Сан-Франциського мирного договору.
У 1974 Іран і Японія підписали угоду про безвізовий режим, але вона була розірвана в квітні 1992 через масову нелегальну міграцію іранців до Японії, яка пішла за революцією в Ірані.
Іран та Японія співпрацюють також з питань регіональної зовнішньої політики на Середньому Сході, таких як відновлення Афганістану та Ізраїльсько-Палестинський конфлікт.
З 2004 Японія працює над розробкою найбільшого в Ірані родовища нафти на суші, розташованого в Азадегані.
У жовтні 2000 президент Ірану Мохаммад Хатамі здійснив державний візит до Японії.

## Торгові відносини
Японська зовнішня політика та інвестиції щодо Ірану історично продиктовані бажанням забезпечити надійні постачання енергії; Іран є третім за величиною постачальником нафти до Японії після Саудівської Аравії та Об'єднаних Арабських Еміратів.
Торговий баланс між Іраном та Японією сильно зміщений на користь Ірану. Японія експортує автомобілі та електротехнічну продукцію, а імпортує нафту та нафтохімічну продукцію. Станом на 2010 Японія співпрацює з Іраном з кількох великих проектів. Річний торговельний оборот між двома країнами перевищує 11 мільярдів доларів США.

## Опитування
Згідно з опитуванням Всесвітньої служби Бі-бі-сі в 2012, лише 4 % японців позитивно ставляться до впливу Ірану, а 52 % ставляться негативно. Згідно з опитуванням Pew Global Attitudes 2012 року 15 % японців доброзичливо ставилися до Ірану, тоді як 76 % ставилися неприхильно; 94% японців виступають проти придбання Іраном ядерної зброї, а 61% схвалюють «жорсткіші санкції» проти Ірану. Примітно, що лише 40% підтримують застосування військової сили для запобігання розробці Іраном ядерної зброї, при цьому 49% японців не проти Ірану, озброєного ядерною зброєю. Цей відсоток вищий, ніж для будь-якої іншої країни, яка брала участь в опитуванні, включаючи КНР, Росію та будь-яку країну ісламського світу.